# 1976년 동계 올림픽 핀란드 선수단
1976년 동계 올림픽 핀란드 선수단은 오스트리아 인스브루크에서 개최된 1976년 동계 올림픽에 참가한 올림픽 핀란드 선수단이다.

## 메달리스트

### 금메달
- 크로스컨트리
  - 남자 4 x 10km 계주: 아르토 코이비스토, 유하 미에토, 마티 핏카넨, 페르티 튜라야르비
  - 여자 5km: 헬레나 타칼로

### 은메달
- 바이애슬론
  - 남자 20km: 헤이키 이콜라
  - 남자 4 x 7.5km 계주: 헨릭 플요트, 헤이키 이콜라, 에스코 사이라, 유하니 수태리넨
- 크로스컨트리
  - 여자 10km: 헬레나 타칼로
  - 여자 4 x 5km 계주: 마르야타 카좀스매, 힐카 리히부오리, 리사 수이코넨, 헬레나 타칼로

### 동메달
- 크로스컨트리
  - 남자 15km: 아르토 코이비스토

## 참조
- 올림픽 공식 결과 보관됨 2012-02-04 - 웨이백 머신